# N.P. Jensen (officer)
 Der er flere personer med dette navn, se N.P. Jensen.
Niels Peder Jensen (26. oktober 1830 på Frederiksberg – 17. maj 1918 sammesteds) var en dansk officer, militærhistoriker og politiker. Far til officeren Johannes Jensen.

## Karriere
N.P. Jensen var en søn af farver og trykker Johannes Otto Jensen (ca. 1804-1835) og Johanne Marie f. Walsøe (ca. 1805-1864). Jensen blev uddannet ved handel og var 1848 ansat i et skibsklareringsfirma i Helsingør. Samme år trådte han ind i Hæren som frivillig ved 2. Jægerkorps og deltog i kampen ved Bov, i slaget ved Slesvig og i træfningen ved Oversø, hvor han med størstedelen af korpset toges til fange. Udløst af fangenskabet gennemgik han om vinteren 1848-49 skolen for officersaspiranter og blev derefter sekondløjtnant i krigsreserven og ansat ved 2. jægerkorps, hvormed han deltog i kampen ved Adsbøl og i slaget ved Fredericia samt næste år i kampen ved Helligbæk, hvor han blev såret. Kort efter overgik han til linjen med aldersorden fra 1849.
Efter krigen lå han fra 1852-57 i Glückstadt, kom så tilbage til København og forrettede fra 1860-63 tjeneste ved Generalstabens taktiske sektion for at ordne Krigsarkiverne for 1848-50. Han fungerede også 1863 som sekretær hos krigsministeren ved udarbejdelsen af eksercerreglementet for fodfolket, efter at han 1861 var blevet premierløjtnant og ansat ved 22. bataljon, hvorved han kom til tjeneste i efteråret 1863; men da Hæren mobiliseredes, ansattes Jensen som kompagnikommandør ved 8. regiment og deltog i felttoget 1864 ved forsvaret af Dannevirke og Dybbølstillingen, navnlig i fægtningerne 17. og 28. marts. Fra 1865-67 var Jensen næstkommanderende ved Underofficerselevskolen, men kom derefter tilbage til Viborg, hvor han havde været i garnison efter 1864, som kaptajn og kompagnichef.
I 1870 kom han til Generalstaben og ansattes først ved dens taktiske afdeling og fra 1876 som souschef ved 1. Generalkommando. I disse stillinger arbejdede han i forskellig retning, var medlem af flere kommissioner og sendtes 2 gange til udlandet: i 1873 til en troppesamling i Preussen og i 1874-75 til Berlin for at studere krigsspillet. I 1879 kom Jensen som kompagnichef til 2. bataljon, og da han året efter forfremmedes til oberstløjtnant, blev han chef for 19., 3 år senere for 22. og i 1888 for 21. bataljon. Udnævnt til oberst i 1890 blev han chef for 3. regiment, hvorefter han i 1893 stilledes til rådighed for 1. Generalkommando. I 1884 overværede han manøvrerne i Skåne, i 1889 var han i Schweiz for at skaffe oplysninger om de seneste forandringer på forsvarsvæsenets område. 1895 fik han afsked fra Hæren.

## Militærhistorisk forfatter
Under opholdet i Glückstadt skrev Jensen nogle bemærkninger om denne by i Tidsskrift for Krigsvæsen; men først da Krigsministeriet i årene før krigen 1864 udsatte nogle prisspørgsmål, kom han rigtig ind på forfatterbanen. Han behandlede opgaverne En Felttjeneste for Underbefalingsmænd af Infanteriet og Exempelsamling af Krigshistorien til Brug ved Forelæsninger over Taktik. For den første fik han hæderlig omtale, for den anden en pengebelønning. Efter krigen 1870-71 opfordredes officerer af Københavns garnison til at holde foredrag over denne, og Jensen fik da for Sedan 1. præmie. Disse arbejder er senere blevet udgivet i trykken, desuden skrev han flere artikler til Tidsskrift for Krigsvæsen, udarbejdede i 1874 og 1879 sammen med kaptajn C.A.S. Dalberg Militær Lommebog, og da forsvarsbevægelsen opstod, foranledigede denne i 1880 udgivelsen af Vort Lands Forsvar. Hvad han i øvrigt har skrevet, står i intim forbindelse med hans virksomhed som foredragsholder. Således udkom 1882 Infanteritaktikkens Udvikling fra Frederik II til Nutiden, i 1891 Napoleons Felttog 1814, i 1892 Generalfeltmarskal Helmuth v. Moltke og i 1893 Napoleons Felttog i Rusland 1812, værker, som alle vidner om forfatterens store arbejdskraft, fremstillingsevne og indsigt i krigskunsten.
Sin virksomhed som foredragsholder begyndte Jensen i 1868, og siden da holdt han i de forskellige garnisonsbyer, hvori han har været, foredrag for officersforeninger, befalingsmænd eller soldaterhjem samt under forsvarsbevægelsen forskellige foredrag rundt om i landet m.m.

## Politiker
Forsvarssagen interesserede også N.P. Jensen, og han tog efter 1872 flittigt del i dagens debat om de forsvarspolitiske spørgsmål. Han kom hurtigt ind i kredsen omkring J.J. Bahnson og Peder Nieuwenhuis og var ligesom dem optaget af at styrke offentlighedens fokus på forsvaret.
N.P. Jensen deltog i såvel i det kommunale som i det politiske liv, idet han 1869-70 var medlem af byrådet i Viborg og i 1874-84 havde sæde i Folketinget som repræsentant for Randers Amts 2. valgkreds. Han tilhørte Højre, men var kritisk over for Estrup-regeringen og forsvarsminister Bahnson, som Jensen anklagede for at politisere forsvarssagen. Dette synspunkt fastholdt han også i sine erindringer. Han var både modstander af Københavns Befæstning og af Venstres visnepolitik.
I 1909 blev han atter valgt til Folketinget; denne gang for Københavns 3. Kreds og som modstander af J.C. Christensens og Højres behandling af forslaget til Hærloven. Han genvalgtes ikke året efter.
Han blev gift 9. december 1865 i Holmens Kirke med Laurine Olsen (6. november 1841 i København – 16. maj 1924 sst.), datter af ejeren af Køngs Fabrik, justitsråd Ole Ferdinand Olsen og Laurine Vilhelmine Rerup.

## Frimurer
N.P. Jensen var svigersøn til den højstående frimurer Ole Ferdinand Olsen og var selv frimurer.
Han er begravet på Garnisons Kirkegård.
Han blev Ridder af Dannebrogordenen 1863, Dannebrogsmand 1879, Kommandør af 2. grad 1894 og af 1. grad 1895. 1910 modtog han Fortjenstmedaljen i guld. Han bar også Æreslegionen og Sværdordenen.

## Gengivelser
- Afbildet på satirisk litografi "Danmarkskort" (1881)
- Portrætmaleri af Laurits Tuxen (1906)
- Afbildet på Tuxens maleri Man rejser sig fra bordet af middag hos Jacob Moresco (1906)
- Afbildet på tegning fra Rigsdagen af Sophus Jürgensen (1909)
- Portrætmaleri af Julius Rosenbaum (frimurerlogen, Helsingør)
- Tegning af Otto Bache
- Fotografier

## Forfatterskab
- Felttjeneste for Under/befalingsmænd af Infanteriet
- Exempelsamling af Krigshistorien
- Kamp om Terrængenstande
- Sedan
- Den danske Hærs Organisation
- s.m. C.A.S. Dalberg udgiver af Militær Lommebog, 1874-79.
- Vort Lands Forsvar, 1880.
- Infanteritaktikkens udvikling fra Frederik II til Nutiden, 1882.
- (anonymt) Ministeriet og Forsvarssagen belyst af Kjendsgjerningerne, 1883.
- Napoleons Felttog 1812-15, 1891.
- Generalfeltmarskal Helmuth v. Moltke, 1892.
- Den fransk-tyske Krig 1870-1871, 1896.
- Den første slesvigske Krig, 1898.
- Den skaanske Krig 1675-79, 1900.
- Den anden slesvigske Krig 1864, 1900.
- Det kgl. kjøbenhavnske Skydeselskabs Historie, 1901.
- Napoleon I, 1904.
- Livserindringer I-II, 1915–16.